# 下屆蘇格蘭議會選舉
下屆蘇格蘭議會選舉（英語：Next Scottish Parliament election）須於2026年5月7日或之前舉行，改選蘇格蘭議會全部129個議席，並決定新任執政聯盟。
本次選舉將是自1999年起，議會獲重新成立後的第七屆選舉。另外，本屆選舉為國王查理斯三世即位後的首場蘇格蘭議會選舉。自2021年選舉以來，已有三個主要政黨更換其黨魁。

## 選舉制度
蘇格蘭議會的換屆選舉中，採用「附帶席位制」，議席數目為129個（73名選區議員及56名遞選議員）。今次選舉共有兩種選任方式： 
1. 地方選區：全國共有73個選區，各按照「領先者當選」選出一名議員。
2. 選舉區域：全國共有7個區域，而各個區域內包括不同數目的地方選區及額外7席額外議席；區域的議席數目在計算政黨得票比例及減除各政黨所贏取的地方議席後，按照頓特法遞選餘下7名政黨名單議員。

2022年9月，蘇格蘭選區分界委員會開始對地方選區及選舉區域分界進行第二次恆常檢討，預計將於2025年5月完成，以期在2026年的下屆選舉中落實選舉區改動。

## 民意調查
Key
  蘇格蘭民族黨（SNP）

  工黨

  保守黨（Conservative）

  改革黨（Reform）

  自由民主黨（Lib Dem）

  綠黨

  阿爾巴黨（Alba） 